# Pumpkin Scissors
Pumpkin Scissors (яп. パンプキン·シザーズ Пампукин Сидза:дзу) — манга, созданная и иллюстрированная Рётаро Иванагой. Выпускалась издательством Kodansha сначала в журнале Magazine GREAT, с 2006 года в журнале Monthly Shonen Magazine. Манга была лицензирована на территории США компанией Del Rey Manga.
На основе сюжета манги студиями Gonzo и Anime International Company был выпущен аниме-сериал, который начал впервые транслироваться по телеканалу Tokyo MX с 2 октября 2006 года по 19 марта 2007 года. Всего были выпущены 24 серии аниме. Сериал был лицензирован компанией ADV Films на территории США за $780000.

## Сюжет
Действие происходит в альтернативном мире, похожем на Западную Европу в середине XX века, в котором недавно закончилась страшная война. Империя Роял и республика Фрост подписали между собой мирный договор на неопределённое время. Империя страдает от голода и эпидемии мора, бывшие солдаты стали бандитами, насильниками и прочими преступниками, чтобы выжить в послевоенный период. С целью хоть как-то помочь народу, в императорской армии был создал III отдел, известный как «тыквенные ножницы».
Такое необычное имя отделу дала второй лейтенант Алиса Мелвин, один из его офицеров. По её словам, это название символизирует то, что III отдел должен, словно ножницы, «разрезать» коррумпированных людей, защищающихся своею ложью, властью и деньгами, как тыквенная мякоть прочной коркой, и утверждать правосудие. В течение всего сериала группа отправляется на очередные задания, чтобы помочь людям вернуться к мирной жизни и вести борьбу с бандитами, ворами и мародёрами. При этом народ, в большинстве своём, не доверяет власти и, чаще всего, не поддерживает усилия III отдела по восстановлению страны, считая и отдел, и власти страны в целом неспособными помочь простым людям.

## Список персонажей
Рандел Оланд — главный герой истории. Воинское звание — капрал. Ветеран войны, который решил присоединиться к «тыквенным ножницам», чтобы помочь восстановить в стране мирную жизнь. Во время войны был членом тайного 901-го противотанкового отряда, состоявшего из пехотинцев, вооружённых специальными противотанковыми пистолетами. Имеет очень высокий рост (7 футов) и массивное телосложение, всё тело покрыто шрамами. По природе очень добрый и простодушный человек. Однако под действием света голубого фонаря, которым были оборудованы все солдаты 901-го отряда, превращается в беспощадного убийцу, стремящегося уничтожить цель любой ценой и не обращающего внимания на раны и травмы своего тела. Вооружён 13-мм. противотанковым пистолетом, известным как «дверной молоток» (англ. Door Knocker): благодаря ему, своему телосложению а также эффекту, который оказывает на него свет фонаря, способен победить практически любых противников. Позже пользуется оружием, похожим на огромные ножницы, которые способны прорезать металлическую броню танков, чтобы добраться до пилота экипажа. Из-за того, что во время боя у него практически отключается инстинкт самосохранения и он получает множественные травмы, часто попадает в госпиталь. Страдает от посттравматического стрессового расстройства. Использует свои способности только тогда, когда это требуется для помощи кому-то из бойцов III отдела, в других ситуациях избегает этого, так как переживает из-за того, что он убийца и не хочет больше убивать людей.  В манге появляются мать и сестра Рандела, отсутствующие в аниме.
Сэйю: Кэнта Миякэ
Алиса Мелвин — главная героиня истории. Воинское звание — второй лейтенант. Второе, после капитана Ханкса, лицо в III отделе, осуществляет непосредственное командование бойцами отдела во время операций. Девушка благородного происхождения из семьи с давними военными традициями, недавняя выпускница военной академии. Очень вспыльчивая и безрассудная, но обладает обострённым чувством долга и справедливости. Стремится соблюдать военные традиции своей семьи. Семья Мелвин входит в число тринадцати наиболее благородных семей империи, и Алиса является временной наследницей семейных титулов — до тех пор, пока её младший брат не достигнет совершеннолетия. Во время боя использует меч с фамильным гербом. Когда что то должно произойти (хорошее или плохое) чувствует озноб в шее. Помолвлена с Леонилом Тейлором, представителем другой благородной семьи, который поддерживает её идеалы. Он и Алиса в достаточно хороших отношениях.
Сэйю: Сидзука Ито
Ханкс — глава III отдела. Воинское звание — капитан. Планирует все операции «тыквенных ножниц» и руководит ими. В общении непринуждён и неформален, оказывает стабилизирующее влияние на своих подчинённых, особенно на Алису.
Сэйю: Юити Нагасима
Мартис — сотрудник III отдела. Окончил военную академию с наилучшими результатами. Очень умный и осторожный. В одной из серий намекнул на то, что хорошо владеет базовыми навыками боевых искусств.
Сэйю: Тихиро Судзуки
Орлудо — сотрудник III отдела, друг детства Мартиса. Очень красивый и молодой солдат, который считает себя дамским угодником. Очень умный и находчивый. До поступления в военную академию был уличным мальчишкой.
Сэйю: Косукэ Ториуми
Стеккин — сотрудник III отдела, самая медлительная из всех его членов. Мало что известно о её прошлом — упоминается лишь то, что она служила в военном оркестре. Помогает капитану Ханксу и заботится о Меркури. Очень любит детей и хочет однажды стать хорошей матерью.
Сэйю: Кана Уэда
Пёс Меркури-го — собака-курьер. Порода точно неизвестна, похож на лабрадора-ретривера. Признаётся равноправным сотрудником отдела, имеет воинское звание. Часто кусает людей за головы: в одной из первых серий аниме разжалован из капралов в рядовые за то, что укусил за голову офицера. Очень быстрый и надёжный. По характеру дружелюбный, но при необходимости может проявить агрессию по отношению к противнику.
Сэйю: Кадзуки Огава
Леонил Тейлор — жених Алисы. Как и она, происходит из благородной семьи. Очень высокий и красивый. Хорошо осведомлён о коррупцией среди дворян. Знает о любви Алисы ко всему военному, даёт III отделу полезные советы по ряду вопросов. При этом преследует собственные корыстные цели.
Сэйю: Синъитиро Мики
Коннери — командир I отдела имперской армии, спецподразделения, использующегося правительством страны для проведения чисток и потому имеющего очень плохую репутацию в народе. Холодный и расчётливый человек, осведомлённый о многих тайнах, скрываемых правительством. Часто доносит на Ханкса и вмешивается в дела его подразделения, но в конце концов отступает.
Сэйю: Томоюки Симура

## Список серий аниме
| 01 | The Invisible 9 «Фукаси но 9бан» (不可視の9番)                                               | 2 октября, 2006  |
| Группа Тыквенные ножи получает неожиданную помощь для борьбы с опасным отрядом. |                                                                                              |                  |
| 02 | War Relief Unit «Сэнсай фукко: бутай» (戦災復興部隊)                                         | 9 октября, 2006  |
| Рэндел официально становится членом команды, а Алиса сталкивается с Висконтом, обвиняя его в злоупотреблении власти над своим народом.                                                 |                                                                                              |                  |
| 03 | For That Is a Precious Thing «Сорэ ва то:токимоно наритэ» (其は貴きものなりて)               | 16 октября, 2006 |
| Алиса должна убедить группу сельских жителей восстановить туннель, о у них есть свои причины не доверять правительству.                                                                |                                                                                              |                  |
| 04 | The Cracked Portrait «Хибиварэта сё:дзо:» (ヒビ割れた肖像)                                   | 23 октября, 2006 |
| Мартис начинает становиться подозрительным из-за Рандела и исследовать своё прошлое.                                                                                                   |                                                                                              |                  |
| 05 | Shallow-Minded Men «Асахака на отоко-тати» (あさはかな者達(おとこたち))                      | 30 октября, 2006 |
| В то время как Рандел находится в больнице, Мартис и Орлудо продолжают разгадывать загадки его прошлого.                                                                               |                                                                                              |                  |
| 06 | A Fruitful Time «Хо:дзё: на дзикан» (豊饒(ほうじょう)な時間)                                 | 6 ноября, 2006   |
| Рандел находит брошенного ребёнка, а Алиса решает найти свою мать. |                                                                                              |                  |
| 07 | The One Who Leads And The One Who Follows «Одору моно одорасарэру моно» (踊る者踊らされる者) | 13 ноября, 2006  |
| В то время как Алиса берет выходной день, чтобы встретить своего жениха, остальная часть команды отправляется в поисках пропавшего товара.                                             |                                                                                              |                  |
| 08 | Burn in the Snowfields «Сэцугэн ни моэтэ» (雪原に燃えて)                                     | 20 ноября, 2006  |
| Алиса и её команда борются со временем, чтобы сделать важную доставки в далёкой снежной и опасной пустыне.                                                                             |                                                                                              |                  |
| 09 | The Woman in the Morning Mist «Асагири но онна» (朝霧の女)                                   | 27 ноября, 2006  |
| Орельдо помогает красивой и безнадежной женщине принять своё прошлое. |                                                                                              |                  |
| 10 | Pumpkins and Scissors «Каботя то хасами» (カボチャとハサミ)                                  | 4 декабря, 2006  |
| Стеккин объясняет Ранделу, как был создал Раздел III и причину его странного имени. |                                                                                              |                  |
| 11 | The Quiet Quickening «Сидзука нару тайдо:» (静かなる胎動)                                    | 11 декабря, 2006 |
| Алису похищает группа, чтобы с помощью неё расшифровать важные рукописи о военных тайнах.                                                                                              |                                                                                              |                  |
| 12 | Unseen Pain «Миэдзару итами» (見えざる痛み)                                                  | 18 декабря, 2006 |
| Алиса соглашается сотрудничать с похитителями, после того, как они её освободили, но их жизни находятся в опасности из-за тех, кому не выгодно, чтобы о содержимом кто-то лишний знал. |                                                                                              |                  |
| 13 | Rough Yet Delicious «Соя ни ситэ бими» (粗野にして美味)                                      | 25 декабря, 2006 |
| Мартис встречается с принцессой из чужой земли. |                                                                                              |                  |
| 14 | The Flame Still Burns «Хоноо, имада киэдзу» (焔、いまだ消えず)                               | 6 января, 2007   |
| После того, как III отряд занимался выселением бездомных из канализации, им предстоит иметь дело с нарко-дилерами.                                                                     |                                                                                              |                  |
| 15 | Decisions Run Astray «Мэйсо: суру сэнтаку» (迷走する選択)                                    | 13 января, 2007  |
| Команда Алисы продолжается бороться с наркоторговцами и в конечном счёте направляет на них огнемёты.                                                                                   |                                                                                              |                  |
| 16 | The One Who Slashes «Кирисакиси моно» (斬り裂きし者)                                         | 20 января, 2007  |
| Чтобы избавиться от наркоторговцев раз и навсегда, Алиса разрушает из здание специальным оружием.                                                                                      |                                                                                              |                  |
| 17 | The Darkness That Cannot Be Saved «Нао сукуварэну ями тати» (なお救われぬ闇たち)             | 27 января, 2007  |
| Алиса должна сражаться против Клэймор, в то время, как Рандел сталкивается с Гансом.                                                                                                   |                                                                                              |                  |
| 18 | A Small Military Power «Тииса на сэнрёку» (小さな戦力)                                       | 3 февраля, 2007  |
| Рандел находится в депрессии после последней миссии и Стеккин решает найти способ, чтобы подбодрить его.                                                                               |                                                                                              |                  |
| 19 | A Sweet Trap «Амаи вана» (甘い罠)                                                            | Февраль 10, 2007 |
| В то время как остальные члены Раздела III раздают еду бездомным, Алиса отправляется в особняк на бал со своими сестрами.                                                              |                                                                                              |                  |
| 20 | Enter the Performers «Эндзя ню:дзё:» (演者入場)                                              | 17 февраля, 2007 |
| Мячь захвачен разъярённой толпой и отряд III оказывается в дурацкой ситуации. |                                                                                              |                  |
| 21 | The Puppet and the Idol «Дэку то гу:дзо:» (木偶と偶像)                                       | 24 февраля, 2007 |
| Алиса бросает вызов маркизу на дуэль, который посылает двух своих телохранителей для борьбы против неё и Рандела.                                                                      |                                                                                              |                  |
| 22 | Lonely Scales «Кодоку на тэнбин» (孤独な天秤)                                                | 3 марта, 2007    |
| Рандел начинает бороться с телохранительми, в то время, как Алиса во время битвы должна иметь дело с разъярённой толпой.                                                               |                                                                                              |                  |
| 23 | And Then, An Alluring Trap «Соситэ амаи вана» (そして甘い罠)                                 | 10 марта, 2007   |
| Во время дуэли в особняке прибывают военные, чтобы совершить рейд. |                                                                                              |                  |
| 24 | The Military, the Commoners and the Nobility «Гурдзин, Хэймин, Кидзоку» (軍人·平民·貴族)     | 17 марта, 2007   |
| Время для отряда уходит, чтобы найти мирный способ решить конфликты и военные начинают атаковать особняк.                                                                              |                                                                                              |                  |

## Критика
После выхода первого тома манги в США общество ассоциации библиотек молодёжи (Young Adult Library Services Association) отметило, что Pumpkin Scissors является одним из лучших графических романов для подростков.

## Комментарии
1. ↑  В армии империи, в которой происходит действие аниме, основной боевой единицей является отряд. Конкретная численность отряда не указывается, но вряд ли превосходит численность батальона армий нашего мира. Каждый отряд имеет свой номер. Отряды с номерами, начинающимися на цифру «9» официально не существуют, и их создание запрещено: «9» считается несчастливым числом, так как именно 9-го числа погиб на поле боя первый император этой страны. В действительности же эти отряды, известные как «Незримая девятка» (англ. The Invisible 9) являются тайными армейскими подразделениями, в которых служат солдаты, обладающие особыми навыками. В сюжете аниме упоминается несколько таких отрядов. Отряд Рандела — 901-й противотанковый (англ. 901st Anti-Tank Troopers, или кратко — 901 ATT). Другое название отряда — «Призрачные охотники» (нем. Gespenst Jäger).